# James Brolin
James Brolin (Los Ángeles, California, 18 de julio de 1940) es un actor de cine y televisión, productor y director estadounidense ganador de un Premio Emmy, principalmente reconocido por sus papeles en novelas, películas, comedias, y en televisión.
Es el padre del actor Josh Brolin y el esposo de la cantante, productora, directora y actriz Barbra Streisand.

## Biografía

### Primeros años
Brolin nació como Craig Kenneth Bruderlin en Los Ángeles, California. Es el mayor de dos hermanos y dos hermanas e hijo de Helen Sue, un ama de casa, y de Henry Bruderlin, un contratista. La familia se estableció en Westwood después de su nacimiento. Cuando era niño, al parecer estaba más interesado en los animales y en los aviones que en la actuación. Cuando Bruderlin tenía diez años, en 1950, comenzó a construir modelos de aviones y se le enseñó cómo hacer para que volasen. Como un adolescente aficionado al cine a mediados de la década de 1950, estaba particularmente fascinado por el actor James Dean. Cuando sus padres invitaron a un director a su casa para cenar antes de hacer una serie de audiciones, conoció al actor Ryan O'Neal, quien era un año más joven que Brolin, y trabaron una amistad que continuó durante sus años como estudiantes de la Escuela Secundaria de Los Ángeles. Sin embargo, los primeros intentos de Bruderlin por actuar dejaron a la vista su sofocante timidez. Su seguridad se incrementó cuando O'Neal le invitó a una agencia de reclutamiento de actores. Brolin se graduó de la Universidad en 1958, y su familia ya lo había alentado para convertirse en actor al igual que O'Neal.

### Principios de su carrera
Antes de tomar clases de teatro en la escuela, Brolin comenzó a desempeñarse como actor de reparto en 1961, en un episodio de la serie de televisión Bus Stop. Este papel lo llevó a ser contactado para trabajar en otras producciones televisivas, tales como las series Voyage to the Bottom of the Sea, Margie, Love, American Style, Twelve O'Clock High y The Long, Hot Summer. Tuvo tres apariciones como estrella invitada en la popular serie de la década de 1960 Batman, junto a Adam West y Burt Ward, además de papeles en The Virginian, y en Owen Marshall: Counselor at Law junto a Arthur Hill y Lee Majors. También tuvo un papel recurrente en la serie de televisión de corta duración The Monroes.
A los 20 años de edad se cambió su apellido de "Bruderlin" a "Brolin" para convertirse en James Brolin. Aceptó un contrato para la 20th Century Fox. Mientras estaba en la escuela tratando tener éxito como actor, conoció a Clint Eastwood. Brolin también tuvo papeles pequeños en varias películas, incluyendo Take Her, She's Mine (1963), Dear Brigitte (1965), Fantastic Voyage (1966). Al año siguiente, su primer papel importante fue en The Cape Town Affair (1967), pero no tuvo éxito en la taquilla. Finalmente, Brolin fue despedido por la 20th Century Fox.

### Trabajos en el cine
Durante la década de 1970, Brolin comenzó a tener papeles protagónicos en varias películas, incluyendo Skyjacked (1972), y Westworld (1973). A mediados de 1970, ya tenía un nombre reconocido en el mundo de la actuación, protagonizando Gable and Lombard (1976), The Car (1977), Capricorn One (1978), The Amityville Horror (1979) y High Risk (1981). Cuando Roger Moore expresó su deseo de dejar de interpretar a James Bond, Brolin se presentó a una audición para la siguiente película, Octopussy (1983), aunque finalmente Moore decidió seguir en las películas.
En 1985, Brolin parodió a James Bond en la película La gran aventura de Pee-Wee. En una película dentro de otra, interpretó a los personajes de Bond y de Pee-Wee Herman, la versión "real" de los personajes interpretados por Paul Reubens. Se le conoce como "PW" y el papel de la novia de Pee-Wee Herman, "Dottie", es interpretado por Morgan Fairchild.

### Papeles en televisión
Brolin ha protagonizado tres series de televisión en una carrera que lleva cuatro décadas. Se hizo ampliamente conocido por sus papeles como el joven y talentoso asistente del Dr. Marcus Welby, el Dr. Steven Kiley, en Marcus Welby, M.D. (1969–1976), como Peter McDermott en la serie Hotel (1983–1988), y como el teniente coronel Bill "Raven" Kelly en Pensacola: Wings of Gold (1997–2000). También tuvo un papel recurrente como el gobernador y el candidato a presidente Robert Ritchie en The West Wing.
En 1968, Brolin comenzó a trabajar para Universal Studios, en donde audicionó para un papel protagónico compartido con el actor Robert Young en Marcus Welby, M.D. La serie fue uno de los programas más vistos de la televisión en su época. Brolin obtuvo el papel del Dr. Steven Kiley, un médico joven que trabaja con otro con más experiencia, y la química entre Young y Brolin fue muy exitosa, despertando la atracción del público femenino cada vez que se emitía el programa. Durante su primera temporada en 1970, Brolin ganó el Premio Emmy por Mejor actor de Reparto, y más tarde fue nominado en otras tres ocasiones. También estuvo nominado para tres Premios Globo de Oro por Mejor actor de Reparto, y lo ganó en dos ocasiones entre 1971 y 1973.
En 1983, Brolin regresó a la televisión para protagonizar otra serie popular. Se unió con el productor Aaron Spelling para realizar el episodio piloto de la novela Hotel, para la ABC. En esta novela interpretó a Peter McDermott, un administrador de un hotel que trata de ayudar a todos a solucionar sus problemas mientras deja que, al mismo tiempo, llegue el amor a su vida. La coprotagonista de la serie fue una actriz nueva, Shari Belafonte como la recepcionista de Peter, Julie Gillette. Participaron también las actrices Connie Sellecca, como la encargada de la publicidad de hotel, y la que representaba a su novia, Christine Francis, y el actor Nathan Cook como Billy Griffin, un exconvicto que acaba convirtiéndose en el mejor amigo de Peter. Todos ellos tuvieron una excelente relación con él. Como Marcus Welby, el programa fue muy exitoso. Brolin recibió dos nominaciones a los Globo de Oro entre 1983 y 1984 por Mejor Actuación en una serie televisiva, pero no logró ganar. Finalmente sería director del programa, además de actor. En un episodio de Hotel, intervino quien sería su esposa en la vida real, Jan Smithers, como estrella invitada, y los guionistas sugirieron crear una historia para ellos, ya que Brolin estaba atravesando un difícil divorcio en ese momento. En 1988, luego de cinco temporadas, Hotel fue cancelada. Ese mismo año, su coprotagonista, Cook murió en una reacción alérgica a la penicilina, y Brolin asistió a su funeral junto a sus compañeros.
Sellecca dijo sobre la química que tuvo con Brolin en Hotel que «enseguida me sentí cómoda con Jim; eso es lo que le ofrece a las mujeres, seguridad, mucha seguridad, y sabe dar esa sensación». También dijo que «tenerlo en dos papeles diferentes fue una experiencia maravillosa». La muerte en 1995 de la primera esposa de Brolin, Jane, llevó a que el actor y Selleca se acercasen más, ya que Connie fue una de las pocas personas en enterarse del suceso.
Durante la nueva década, Brolin actuó en Angel Falls para la CBS y en Extreme para la ABC, aunque ninguna tuvo la popularidad de sus series anteriores.
En 1997, la suerte de Brolin cambió con la serie de televisión Pensacola: Wings of Gold. Interpretó el papel del teniente coronel Bill "Raven" Kelly, cuyo trabajo era instruir a los marines más jóvenes en una unidad especial, antes de ser promovidos al trabajo con un grupo de pilotos de guerra con experiencia. Brolin sirvió como productor ejecutivo y director de la serie. En 2000, sin embargo, el programa fue cancelado debido a sus bajas audiencias. También ha trabajado recientemente en 3 capítulos de la serie Castle en el papel del padre de Richard Castle.

### Trabajos recientes
Brolin tuvo un número de papeles menores en el cine desde 2000. Estos incluyen, entre otros, el papel del General Ralph Landry, director de la Oficina del Control Nacional de Drogas en la película ganadora de un Óscar Traffic (2000); como Jack Barnes en Atrápame si puedes, de Steven Spielberg (2002); tuvo un papel en la comedia de 2003 A Guy Thing; interpretó a Robert Hatch en la comedia de 2006 The Alibi; como Jack Jennings en la película de 2007 The American Standards; como el conductor de TV Frank Harris en la película de Richard Shepard The Hunting Party (2007); y como Brian en la película de 2009 de Joel Hopkins Last Chance Harvey con Emma Thompson y Dustin Hoffman.
A finales de 2003, Brolin iba a interpretar a Ronald Reagan en la película para televisión The Reagans. Luego de unas diferencias, problemas con el libreto y costes elevados, CBS decidió detener la producción de The Reagans, y se le vendió a Showtime, también propiedad de Viacom. Brolin interpretó el papel, y fue nominado para otro premio Emmy, siendo su quinta nominación, y para un Globo de Oro, aunque no obtuvo ninguno.
En 2002, Brolin interpretó al gobernador Robert Ritchie de Florida, el republicano opositor de Jed Bartlet en la película para televisión The West Wing. En 2005, apareció como estrella invitada en un episodio de Monk, como Daniel Thorn, el dueño del casino, y en 2008, participó en un capítulo de Law & Order: SVU.
En 2012, interpretó a un espía del gobierno y padre del protagonista en la segunda temporada de la serie Castle (ep. 16), apareciendo posteriormente en algún episodio más.
Desde el año 2015 es uno de los protagonistas de la sitcom coral de la CBS Life in Pieces.

### Vida personal
Ha estado casado tres veces. En 1966, Brolin se casó con Jane Cameron Agee, una aspirante a actriz de la Twentieth Century Fox. Tuvieron dos hijos, Josh (n. 1968), y Jess (n. 1972). Se divorciaron en 1984, tras dieciocho años de matrimonio. Jane murió en un accidente de auto el 13 de febrero de 1995, un día después del vigésimo séptimo cumpleaños de Josh. Éste dijo en el episodio del 14 de octubre de 2008 de The Late Show with David Letterman que sus padres se habían conocido en Batman, en donde su madre era una ejecutiva de las audiciones.

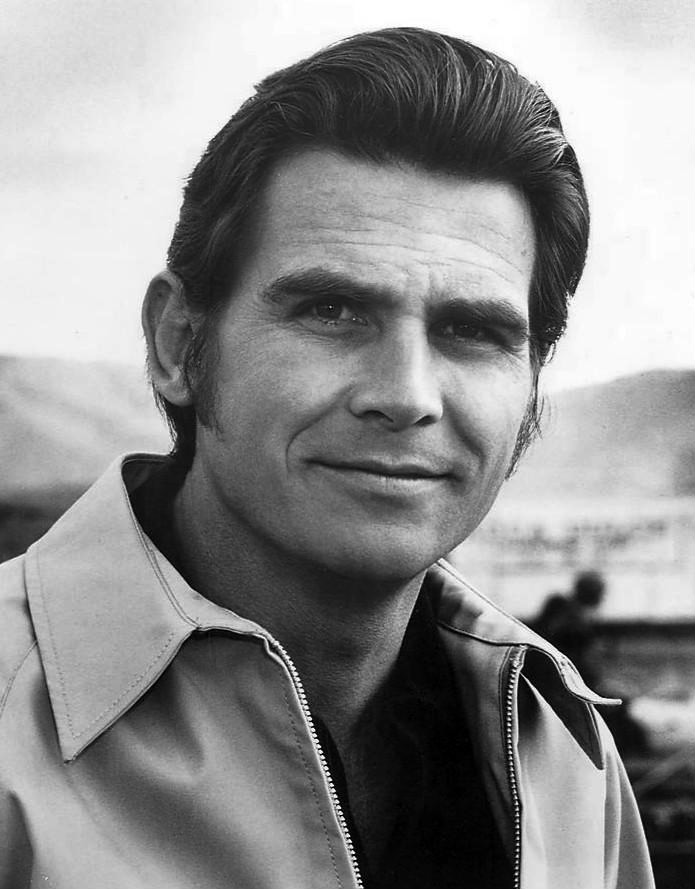
Brolin en 1974

En 1985, Brolin conoció a la actriz Jan Smithers en el set de Hotel, y se casaron en 1986. La pareja tuvo una hija, Molly Elizabeth (1987) y un hijo, John (1992). Jan Smithers le pidió el divorcio a Brolin en 1995, pocas semanas después de la muerte de su primera esposa, Jane. En 1996, Brolin conoció a la cantante y actriz Barbra Streisand mediante un amigo, y se casaron el 1 de julio de 1998. Residen en Malibu, California. También es el abuelo de Trevor (n. 1988) y de Eden (n. 1993), del primer matrimonio de su hijo Josh.